# Haïré
Haïré est une commune du Mali, dans le cercle de Douentza et la région de Mopti.